# スタールイ・オスコル
スタールイ・オスコル（ロシア語: Ста́рый Оско́л, ラテン文字転写: Stary Oskol ロシア語発音: [ˈstarɨj ɐˈskol]）は、ロシア連邦ベルゴロド州の都市。人口は22万1676人（2021年）。モスクワから618 km南のオスコル川流域にある。 
1593年、モスクワの南の防衛の為に要塞都市として作られた。17世紀にはクリミア・タタール人とウクライナ・コサックの略奪を受ける。20世紀以降もロシア内戦、第二次世界大戦でも影響を蒙るが、戦後は工業の発展と共に人口が増加した。
世界で最も鉄鉱石の埋蔵量が多い場所の一つとされるクルスク磁気異常の境界に位置する重要な鉱業都市とされ、1年間に800万トン以上の鉄鉱石が採掘されている。そのため市にはモスクワ連邦鋼合金研究所（Moscow Federal Institute of Steel and Alloys）の支部が存在する。

## 交通
- スタールイ・オスコル空港
- スタールイ・オスコル市電

## 姉妹都市
- ザルツギッター、ドイツ 1987年
- アセノヴグラト、ブルガリア 1989年
- en:Mänttä、フィンランド 1989年